# Aar Paar (1954)
Aar Paar (übersetzt: Dies und Das) ist ein Hindi-Film von Guru Dutt aus dem Jahr 1954.

## Handlung
Kalu ist ein Taxifahrer, der aufgrund einer Geschwindigkeitsüberschreitung verhaftet wurde. Dank seines guten Benehmens wurde er jedoch zwei Monate vor seiner eigentlichen Entlassung freigelassen. Doch sein alter Arbeitgeber möchte Kalu nicht mehr als Taxifahrer einstellen. 
Er versucht sein Glück bei einem Garagisten. Worauf er auf dessen Tochter Nikki trifft, in die er sich verliebt. Kalu bittet um ihre Hand an, doch der Vater lehnt ab. Deshalb wollen beide durchbrennen. Aber Nikki verpasst den abgemachten Zeitpunkt und Kalu besucht daraufhin einen Club und nimmt dort einen Job als Fahrer von Captain an, dessen Bande weiterhin aus einer Tänzerin und Rustom besteht.
Doch Kalu weiß nicht, worauf er sich eingelassen hat: Kalu dient als Schmuggler. Als Kalu begreift was vor sich geht, will er aussteigen, doch der Captain kann dies nicht zulassen.
Weiterhin zeigt die Tänzerin Interesse an Kalu, merkt aber bald, dass er nur in Nikki verliebt ist. Dafür will sie sich rächen und überredet Captain Nikki zu entführen. Mit Rustoms Hilfe kann Kalu Nikki aus der Gefangenschaft befreien und hält nun die Gang gefangen. Kalu wird zum Held und Nikkis Vater stimmt mit Freuden der Heirat zu.

## Musik
| Lied                          | Sänger                       |
| ----------------------------- | ---------------------------- |
| Sun Sun Sun Sun Zaalima       | Geeta Dutt und Mohammad Rafi |
| Ja Ja Ja Ja Bewafa            | Geeta Dutt                   |
| Babuji Dheere Chalna          | Geeta Dutt                   |
| Ye Lo Main Haari Piya         | Geeta Dutt                   |
| Hoon Abhi Main Jawaan Aye Dil | Geeta Dutt                   |
| Mohabat Karlo Ji Barlo        | Geeta Dutt und Mohammed Rafi |
| Na Na Na Na Na Na Tauba Tauba | Geeta Dutt und Mohammed Rafi |
| Kabhi Aar Kabhi Paar          | Shamshad Begum               |

Die Liedtexte zur Musik von O. P. Nayyar schrieb Majrooh Sultanpuri.

## Kritik
Der innovative und für seine Zeit gewagte Film rief mit seiner leichtfüßigen Kühnheit beim zeitgenössischen Publikum geteilte Reaktionen hervor. Er zeigt Dutts außerordentliches Talent für die filmische Umsetzung von Musikstücken.